# 김준일 (농구 선수)
김준일(1992년 5월 7일 ~ )은 KBL 서울 삼성 썬더스 소속의 농구 선수이다. 2014년 KBL 드래프트에서 전체 2순위로 서울 삼성 썬더스에 지명되었다.

## 서울 삼성 썬더스시절
데뷔 시즌부터 팀의 주축으로 활약하였다.

## 상무 농구단시절
2016-2017시즌이 끝난 후 상무에 지원하여 합격하였다. 입대일은 2017년 5월 8일이며 2019년 1월 29일에 제대했다.